# Zarqa (fiume)

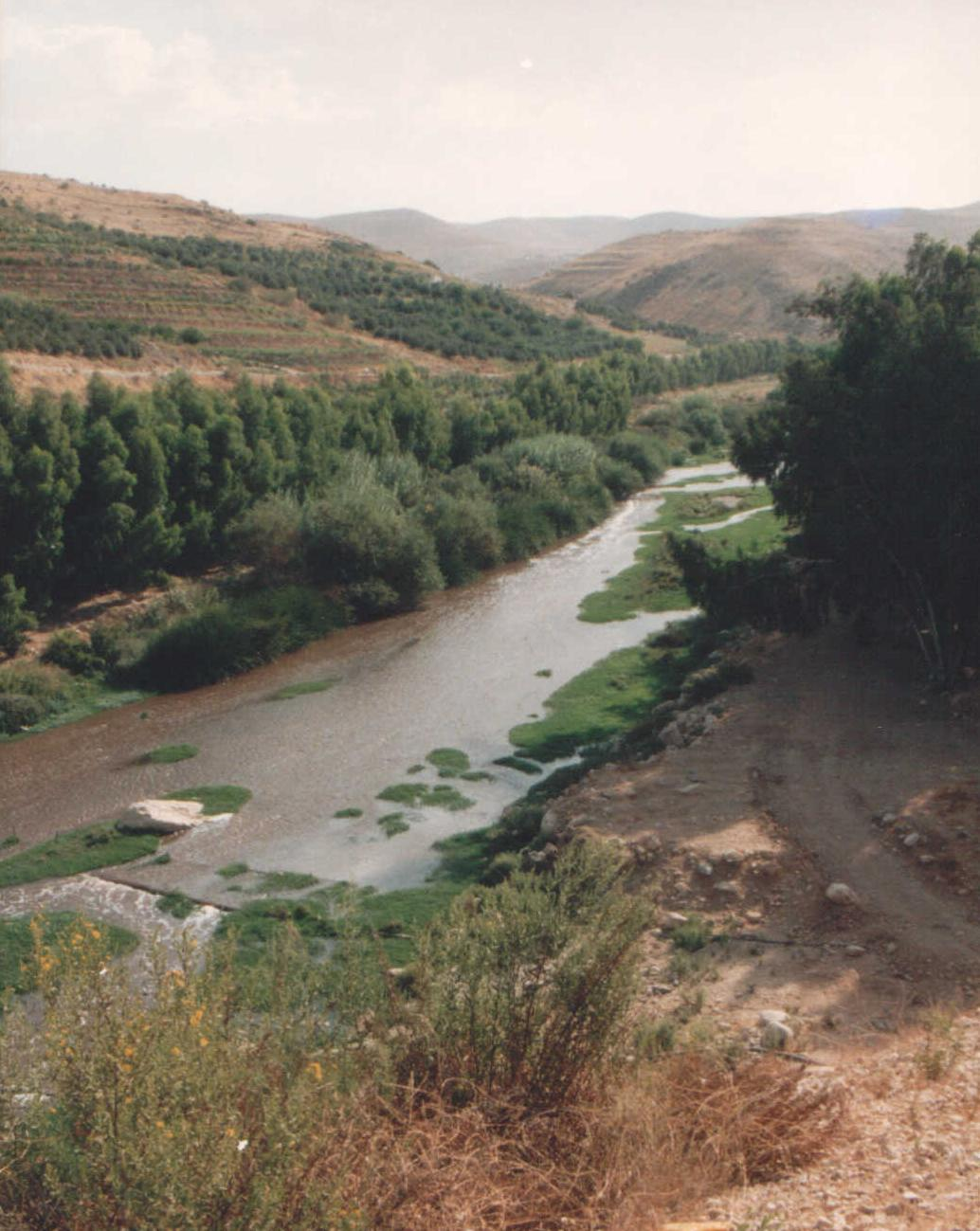
Il fiume Zarqa

Lo Zarqa (o Yabboq) è un fiume della Giordania, tra i principali affluenti del Giordano.
Sulle sue rive sorge la città omonima.
Allo Zarqa sono intitolate le Zarqa Valles su Marte.